# Renfe série 439

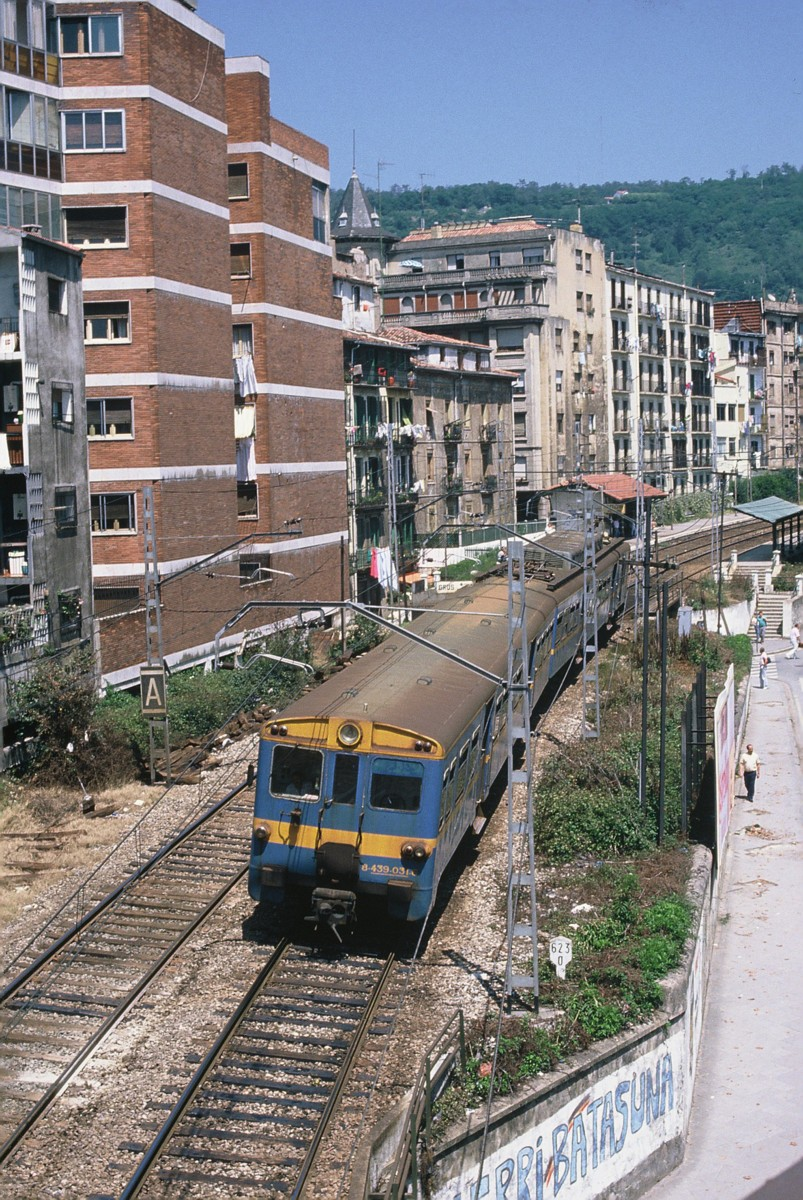
La 439-031 à Gros-Apeadero (Guipuzcoa) le 28 juillet 1988.

La série 439 de la Renfe fait partie de la troisième génération d'automotrices électriques espagnoles. Avec les progrès de l'électrification, la Renfe connaît des problèmes de coexistence entre les différentes tensions d'alimentation, en particulier sur certains nœuds ferroviaires où elles sont appelées à coexister comme à Madrid. Les 439 sont à la fois la première et la dernière série d'automotrices de la Renfe conçues comme bi-tensions.

## Conception
Le concours pour la fourniture des nouvelles automotrices, ouvert dès 1965, est adjugé à un consortium formé par CENEMESA, Jeumont-Schneider, ACEC, et Cravens pour les parties électriques. La partie mécanique particulièrement innovante, avec un châssis en aluminium et bogies en acier laminé, pose des problèmes de mise au point. La partie électrique, fondée sur l'équipement JH de Jeumont, permet d'éliminer un grand nombre de résistances et de lier le frein rhéostatique avec les différentes séquences de traction. Autre première, les 439 sont équipées du frein électropneumatique « Westcode » étudié par WABCO et fourni par Dimetal. L'attelage Scharfenberg permet l'accouplement de trois rames entre elles. Étudiées à l'origine sous forme de rames tri-caisses, les 439 sont finalement construites en bi-caisses, la remorque étant équipée d'un poste de conduite. Elles sont livrées avec la décoration classique de l'époque, à savoir vert et argent.

## Service
La première unité est livrée en juillet 1967, et 10 autres arrivent avant la fin de l'année. Leur service commercial débute en novembre et décembre 1967, entre Atocha et Chamartin. Dix-neuf unités sont déjà en service en janvier 1968 et la dernière, la WMD 932, est livrée en septembre. Bien que conçues pour un service de banlieue, le manque de matériel remorqué les fait rapidement affecter au service régional à moyenne et longue distance. Pour cela, elles sont modifiées d'urgence avec installation d'un WC par caisse, car à l'origine elles n'en étaient pas équipées.
À partir de janvier 1968, elles assurent les services vers Cercedilla, Segovia, Villalba. Le service Atocha-El Escorial s'y ajoute au 1er avril, puis Madrid-Avila à compter du 1er mai, Madrid-Valladolid et Palencia (avec incursion éventuelle sur Leon) à compter du 1er juin. Ces roulements restent stables jusqu'à la mise en place de la desserte de l'université de Cantoblanco le 22 décembre 1973.
En 1974/75, les 439 sont peu à peu mutées aux dépôts d'Oviède et de Leon. Celles d'Oviède assurent les liaisons vers Gijón, Avilés, San Juan de la Nieva, Pola de Lena, Puente de los Fierros, et El Entrego.
Celles de Leon assurent plutôt des services régionaux vers Oviède, Gijón, Ponferrada, Toral de los Vados, Monforte de Lemos, Valladolid et Medina del Campo, avec quelques rares incursions sur Madrid.
Au début des années 1980, elles sont progressivement affectées au dépôt de Miranda de Ebro.
Il n'y a plus que 26 unités en service, les 439-010, 014 et 015, 020, 022 et 023 ayant été accidentées et réformées entre 1972 et 1983. La conversion du 1 500 au 3 000 volts devient effective en 1982/83 sur Altsasu-Irun, et en 1984 entre Miranda de Ebro et Bilbao. Seules les lignes de la banlieue de Bilbao sont encore électrifiées en 1 500 volts. Leur équipement bi-tension devenu inutile, elles sont engagées au départ de Miranda de Ebro vers Castejón, Saragosse, Logroño, Altsasu et Pampelune. Quelques-unes sont détachées à Irun pour assurer les services de banlieue de Saint-Sébastien, de concert avec les 440. À partir de 1984, elles sont repeintes avec la livrée bleu et jaune inaugurée par les 440, à l'exception de la 439-028 qui reçoit une curieuse livrée vert foncé et jaune. Devenues inutiles du fait de la disparition du 1 500 volts et de la livraison des 446, ayant vu leur vitesse maximale limitée à 100 km/h du fait de leur mauvaise tenue à vitesse élevée, les 439 sont sur le déclin. Seules 14 sont encore en service en 1991, et le nombre tombe à 8 en février 1992. La réforme des dernières unités intervient en septembre 1993.
Deux unités sont préservées : la 439-004, propriété de l'AZAFT à Saragosse, et la 439-006, propriété de l'association des amis du chemin de fer de Bilbao qui l'ont repeinte dans une curieuse livrée rouge et crème et l'utilisent tous les ans pour un voyage vers Pampelune à l'occasion des fêtes de San Fermín.